# Sê um GNR
Sê Um GNR é o segundo single de originais da banda de rock português GNR. Editado em Outubro de 1981 pela EMI - Valentim de Carvalho, 
Tal como no single de estreia da banda, este trabalho tem uma sonoridade próxima do estilo pós punk e mantém o guitarrista Alexandre Soares na voz, para além dos membros originais Vitor Rua e Tóli César Machado. A formação completa-se com Miguel Megre no baixo.
Sê Um GNR foi outro caso de sucesso ultrapassando as vendas do registo anterior. 

## Faixas

### Single
1. Sê Um GNR
2. Instrumental Nº1

- Músicas escritas por: Vitor Rua (faixas 1 e 2) e Miguel Megre (faixa 2)

## Membros da banda
- Alexandre Soares   (voz e guitarra)   [1]
- Vitor Rua   (guitarra e sintetizador)   [1]
- Tóli César Machado   (bateria)   [1]
- Miguel Megre   (baixo)   [1]